# عمر ماروفو
عمر ماروفو (بالإسبانية: Omar Marrufo)‏ هو لاعب كرة قدم مكسيكي في مركز الهجوم، ولد في 2 يوليو 1993. لعب مع نادي بويبلا.

## وصلات خارجية
- عمر ماروفو على موقع قاعدة بيانات كرة القدم.إي يو (الإنجليزية)
- عمر ماروفو على موقع Soccerway.com (الإنجليزية)
- عمر ماروفو على موقع AS.com (الإسبانية)